# 수원여자고등학교
수원여자고등학교(水原女子高等學校)는 대한민국 경기도 수원시 팔달구 고등동에 있는 공립 고등학교이다.

## 학교 연혁
- 1936년 3월 24일 : 수원공립가정여학교 설립 인가(3년제 1학급)
- 1936년 4월 15일 : 현 매산초등학교 별관에서 55명 입학으로 개교
- 1941년 3월 31일 : 수원공립고등여학교 설립 인가(4년제)
- 1943년 11월 19일 : 교사 신축으로 현 위치로 이전(4년제)
- 1945년 9월 29일 : 제1대 이덕상 교장 취임 (한국인 1대 교장)
- 1951년 9월 1일 : 수원여자중학교와 수원여자고등학교로 학제 개편(중학교 6학급, 고등학교 4학급)
- 1975년 1월 6일 : 부설 방송통신고등학교 인가(각 학년 10학급)
- 1994년 7월 2일 : 청포도도서관 준공 및 개관(356평)
- 1998년 12월 11일 : 청포도체육관(1,899,98m²) 준공
- 1999년 6월 25일 : 청포도역사관 개관
- 1999년 11월 4일 : 학생 급식소 및 식당 4실 준공
- 2002년 7월 4일 : 운동부 합숙소 승리관(425.92m²) 준공
- 2004년 9월 1일 : 청포도도서관 교수-학습정보센터 완공(1층-디지털 도서관 구축)
- 2007년 10월 24일 : 예지관(3층) 및 학교 숲 조성
- 2009년 7월 14일 : 급식실 증축 및 직영체제 전환
- 2012년 3월 2일 : 자율형 창의경영학교 운영
- 2024년 1월 5일 : 제79회 졸업(240명, 졸업생 총인원 34,646명)
- 2024년 3월 1일 : 제26대 김희정 교장 취임
- 2024년 3월 4일 : 제82회 신입생 입학식(285명)

## 참고 자료
- 수원여자고등학교 - 한국교육학술정보원 학교알리미